# Laurin & Klement 300
Laurin & Klement 300 byl automobil vyráběný firmou Laurin & Klement od roku 1917 do roku 1923.
Motor byl řadový čtyřválec SV uložený vpředu s pohonem zadních kol. Automobil měl výkon 37 kW (50 koní). Objem válců byl 4713 cm³. Obě nápravy byly tuhé, měly listová pera a rozchod 1350 mm. Vůz mohl jet maximálně 80–90 km/h.